# Kurlandia (okręg)
Kurlandia (niem. Verwaltungsbezirk Kurland) – okręg administracyjny utworzony pod koniec 1915 r. w ramach zarządu Ober-Ost na okupowanych przez wojska niemieckie obszarach dawnej guberni kurlandzkiej.
Okręg stał się podstawą dla utworzenia w 1918 roku przez Niemców bałtyckich efemerycznego Księstwa Kurlandii i Semigalii.

## Szczegółowy podział administracyjny
| Okręg Kurlandia         |                     |          |
| Lipawa – powiat miejski | Libau, Stadtkreis   | -        |
| Mitawa – powiat miejski | Mitau, Stadtkreis   | -        |
| powiat bowski           | Landkreis Bauste    | Bowsk    |
| powiat dobleński        | Landkreis Doblen    | Doblena  |
| powiat goldyngeński     | Landkreis Goldingen | Goldynga |
| powiat grobinski        | Landkreis Grobin    | Grobin   |
| powiat hazenpocki       | Landkreis Hasenpot  | Hazenpot |
| powiat talseński        | Landkreis Talsen    | Talsen   |
| powiat tukumski         | Landkreis Tuckum    | Tukum    |
| powiat windawski        | Landkreis Windau    | Windawa  |